# Dòlar

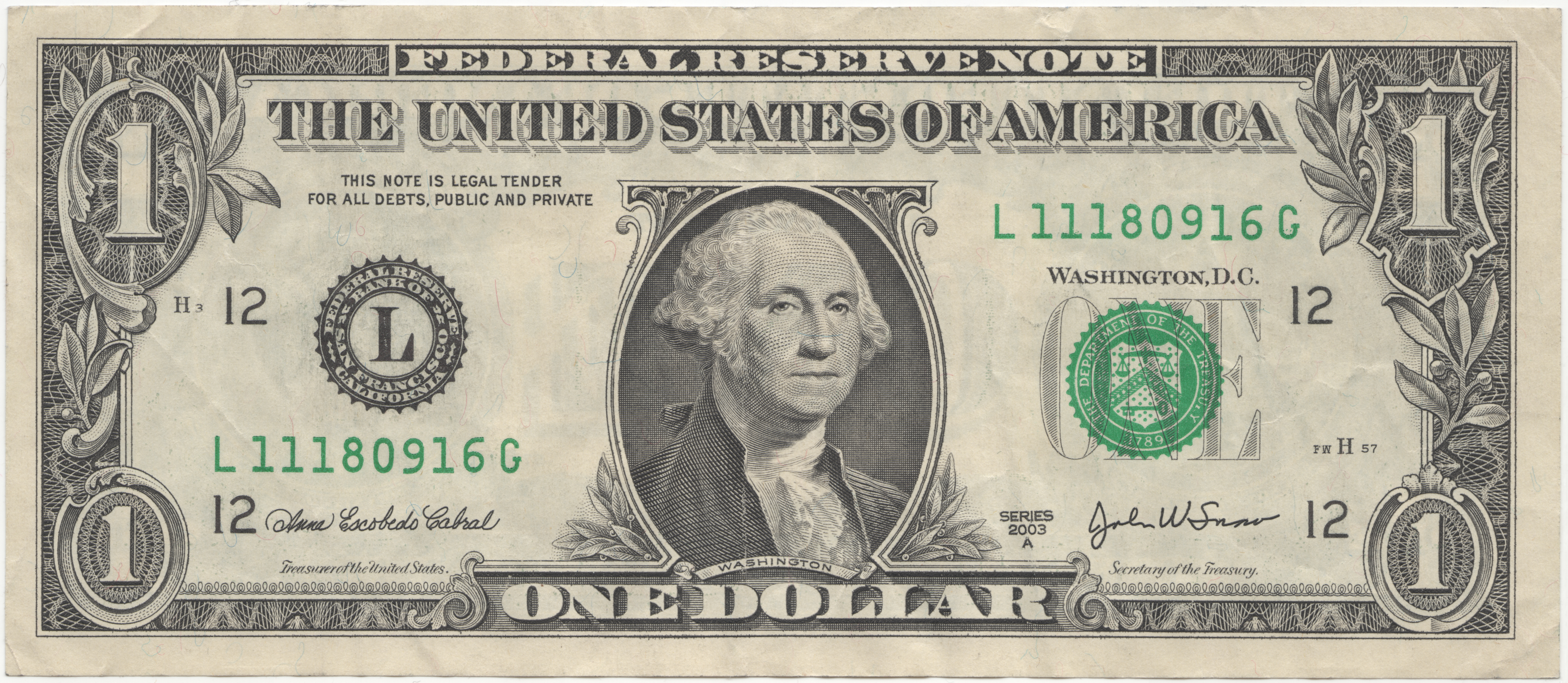
Bitllet d'1 dòlar dels Estats Units

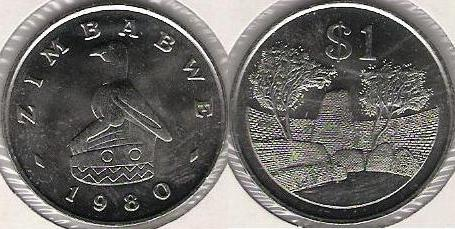
Moneda d'1 dòlar de Zimbabwe del 1980

El dòlar (en anglès dollar) és la unitat monetària oficial de diversos estats i territoris dependents. El dòlar dels Estats Units, d'on prové el nom de totes les altres monedes anomenades "dòlar", és la moneda més usada del món en les transaccions comercials i bancàries. El seu símbol és "$". Es divideix en 100 cèntims o cents.

## Origen del nom
El nom del dòlar es relaciona amb monedes històriques com el thaler (o tàler) d'Alemanya, el daalder (o florí) dels Països Baixos o el daler dels països escandinaus, i fins i tot amb el més recent tolar d'Eslovènia, actualment substituït per l'euro. El nom thaler (de l'alemany Thal, o –com s'acostuma a escriure habitualment– Tal, "vall") originàriament prové de les monedes alemanyes anomenades Guldengroschen (o "florins grossos", que eren d'argent però tenien el mateix valor que un florí d'or), fetes amb la plata provinent de les riques mines de Joachimsthal (literalment "la vall de Sant Joaquim"), a Bohèmia (llavors part de l'Imperi Habsburg i avui de la República Txeca, amb el nom de Jáchymov).
El nom de Spanish dollar (o dòlar espanyol) es va fer servir per denominar una moneda espanyola de plata, el peso, amb el valor de vuit rals, que va tenir una àmplia circulació durant el segle xviii a les colònies espanyoles del Nou Món. L'ús d'aquest dòlar espanyol i del tàler de Maria Teresa com a monedes de curs legal als primerencs Estats Units d'Amèrica és la raó per la qual la moneda nacional nord-americana es va anomenar així. La paraula dollar per designar el tàler, en anglès ja s'usava si fa no fa uns 200 abans de la Guerra d'Independència dels Estats Units. Els dòlars espanyols, o pieces of eight ("peces de vuit") com se'n deia vulgarment, estigueren en circulació a les tretze colònies britàniques que esdevindrien els Estats Units, i van tenir curs legal a Virgínia.
El dòlar també fou usat a Escòcia durant el segle xvii, i es diu que es va inventar a la Universitat de Saint Andrews.
El nom de la moneda de Samoa, el tala, està basat en la pronúncia samoana del mot anglès dollar. De la mateixa manera, el nom de la unitat fraccionària, sene, equival al cèntim o "cent".

## Unitats monetàries actuals anomenades "dòlar"
- Dòlar australià
- Dòlar de les Bahames
- Dòlar de Barbados
- Dòlar de Belize
- Dòlar de les Bermudes
- Dòlar de Brunei
- Dòlar de les illes Caiman
- Dòlar de les illes Cook (de fet és una emissió especial per a les illes Cook del dòlar neozelandès)
- Dòlar canadenc
- Dòlar del Carib Oriental
- Dòlar dels Estats Units
- Dòlar fijià
- Dòlar de Guyana
- Dòlar de Hong Kong
- Dòlar jamaicà
- Dòlar liberià
- Dòlar namibià
- Dòlar neozelandès
- Dòlar de les illes Salomó
- Dòlar de Singapur
- Dòlar de Surinam
- Nou dòlar de Taiwan
- Dòlar de Trinitat i Tobago
- Dòlar de Tuvalu (de fet és una emissió especial per a Tuvalu del dòlar australià)
- Dòlar de Zimbabwe

El nom també s'aplica al dòlar internacional, moneda hipotètica amb el mateix valor de compra que el dòlar dels Estats Units en un moment determinat.

## Història del símbol del dòlar

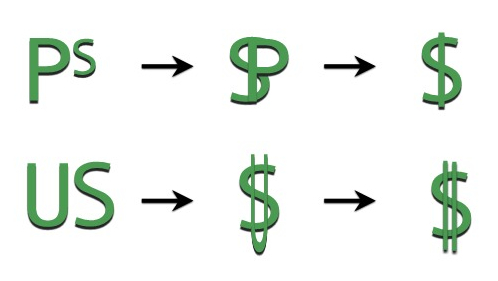
Dos dels possibles orígens i evolucions del símbol del dòlar

Les bandes roges sobre les columnes d'Hèrcules formen el símbol de $

Hi ha moltes teories sobre l'origen del símbol del dòlar. D'acord amb l'U.S. Bureau of Engraving and Printing, l'Oficina de Gravat i Impressió dels Estats Units, té l'origen en el símbol del peso mexicà, "Ps", que va evolucionar a $. Aquest símbol ja era utilitzat abans de la creació del dòlar nord-americà el 1785. Una altra teoria suggereix que les lletres U i S van evolucionar al símbol $ amb dues línies verticals. Una tercera teoria suggereix que el símbol va sorgir de les Columnes d'Hèrcules de l'escut d'armes d'Espanya, ja que les monedes fabricades a la Nova Espanya i, després, a la resta de les colònies espanyoles, van portar aquest símbol per ordre del rei Carles V.

## Unitats monetàries que usen el mateix símbol
- Escut portuguès
- Peso argentí
- Peso bolivià
- Peso colombià
- Peso cubà
- Peso dominicà
- Peso mexicà
- Peso uruguaià
- Peso xilè
- Real brasiler